# Тулупов, Кирилл Сергеевич
Кири́лл Серге́евич Тулу́пов (род. 23 апреля 1988, Москва) — российский хоккеист, защитник. Завершил карьеру в 2016 году.
Встал на коньки в возрасте одиннадцати лет. В 2006 году начал карьеру в клубе Высшей лиги «Нефтяник» Лениногорск. Был выбран под общим 67-м номером на драфте НХЛ 2006 года командой «Нью-Джерси Девилз». Также был задрафтован клубом QMJHL «Шикутими Сагенинс». В 2007 году перешёл в «Викториавилл Тайгерз». В 2009 году подписал контракт с клубом Словацкой экстралиги «Слован». В финале Экстралиги 2010 года его клуб уступил «Кошице».